# ويليام هيو يونغ
ويليام هيو يونغ (بالإنجليزية: William Hugh Young)‏ هو عسكري أمريكي، ولد في 1838 في بونفيل في الولايات المتحدة، وتوفي في 28 نوفمبر 1901 في سان أنطونيو في الولايات المتحدة.